# IC 342
IC 342是位於鹿豹座的一個中間螺旋星系，它的位置很接近銀河赤道，因此受到塵埃的遮蔽，無論業餘或專業的天文學家都難以觀測到它。
IC 342是在馬菲星系群中最明亮的兩個星系之一，這是很靠近本星系團的一個星系團。這個星系是威廉·弗雷德里克·丹寧在1895年發現的。哈伯最早認為它是本星系團的成員，但稍後的證據顯示它是在本星系團之外。
它有一個HII的核。

## 外部連結
- IC 342 (image included)（页面存档备份，存于） at NOAO.edu
- IC 342 The hidden Galaxy
- WikiSky上关于IC 342的内容：DSS2, SDSS, GALEX, IRAS, 氢α, X射线, 天文照片, 天图, 文章和图片